# Кривбасс (село)
Кривба́сс (укр. Кривбас) — село,
Гейковский сельский совет,
Криворожский район,
Днепропетровская область,
Украина.
Код КОАТУУ — 1221881403. Население по переписи 2001 года составляло 665 человек.

## Географическое положение
Село примыкает к сёлам Гейковка и Ранний Ранок, на расстоянии в 1 км находится село Новый Кременчук. Через село проходит железная дорога, станция Гейковка.